# Jertek Anchimaa-Toka
Jertek Amyrbitovna Anchimaa-Toka (en ruso: Хертек Амырбитовна Анчимаа-Тока, 1 de enero de 1912 – 4 de noviembre de 2008) fue una política tuvana-soviética, presidenta del parlamento de la República Popular de Tannu Tuvá entre 1940 y 1944, y la primera jefa de estado no hereditaria en el mundo moderno.

## Biografía
Jertek Anchimaa nació en Tuvá, en lo que hoy es el distrito de Bay-Tayga (Rusia), en el seno de una familia campesina pobre. Cuando era una niña, perdió a su padre y a su hermano mayor a causa de la viruela. A pesar de que su madre era analfabeta, Jertek consiguió aprender a leer y a escribir en mongol, y en 1930, cuando se creó el primer alfabeto nacional tuvano, fue una de las primeras en aprenderlo. Ese mismo año, fue admitida en Revsomol, una organización juvenil vinculada al Partido Revolucionario del Pueblo Tuvano, similar al Komsomol. Se le encomendó erradicar el analfabetismo de su kozhuun (distrito) natal. Al año siguiente, en reconocimiento de su éxito, fue admitida y enviada, junto a otros setenta elegidos, a la Universidad Comunista del Este. Además de estudiar, los estudiantes asistían a charlas de famosos políticos soviéticos. Se dice que el encuentro con Nadezhda Krúpskaya causó un gran efecto en Jertek.
Anchimaa-Toka fue una de los únicos once estudiantes tuvanos que consiguieron graduarse. A su regreso a Tuvá en 1935, se puso al frente del departamento de propaganda del Revsomol. En 1938 se convirtió en directora del Zhenotdel Tuvano, similar al Zhenotdel soviético. En 1940 alcanzó el culmen de su carrera, obteniendo el puesto de presidente del Pequeño Khural, convirtiéndose así en la mujer de más alto rango de su tiempo, superando a Aleksándra Kolontái, la primera mujer que llegó a ser ministra. Posteriormente, Sühbaataryn Yanjmaa y Sirimavo Bandaranaike, superarían su logro. Ese mismo año se casó con Salchak Toka, secretario general del Partido Revolucionario del Pueblo Tuvano, aunque mantuvo su apellido familiar "Anchimaa" hasta la muerte de su esposo. Durante su mandato, mantuvo una amplia correspondencia con su colega soviético Mijaíl Kalinin.
Durante la Segunda Guerra Mundial hizo mucho por movilizar los recursos de la república para ayudar a la Unión Soviética en su lucha contra la Alemania nazi y fue determinante en la inclusión de Tuvá en la Unión Soviética en 1944. Después de ello, trabajó como vicepresidente del comité ejecutivo regional y después vicepresidente del Consejo de Ministros de Tuvá, siendo responsable de bienestar social, cultura, deportes y propaganda. Se retiró en 1972, adoptando el nombre "Anchimaa-Toka" tras la muerte de su esposo en 1973, llevando una tranquila vida hasta su muerte. Jertek Anchimaa-Toka fue un personaje controvertido en Tuvá, pues se dice que fue miembro de la troika (similar a la Troika del NKVD), que sentenció a muerte al primer ministro tuvano Churmit Dazhy y a otros altos funcionarios en la década de 1930. Sin embargo, el caso nunca fue investigado.